# Lozkî, Volodîmîreț
Lozkî (în ucraineană Лозки) este localitatea de reședință a comunei Lozkî din raionul Volodîmîreț, regiunea Rivne, Ucraina.

## Demografie
Componența lingvistică a localității Lozkî
     Ucraineană (99,4%)
     Alte limbi (0,48%)
Conform recensământului din 2001, majoritatea populației localității Lozkî era vorbitoare de ucraineană (99,4%), existând în minoritate și vorbitori de alte limbi.